# The Ultimate Collection including Live at the Brixton Academy 2001

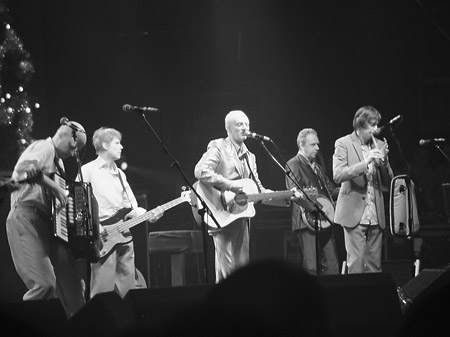
The Pogues en el concierto Live at the Brixton Academy (2004).

The Ultimate Collection including Live at the Brixton Academy es un álbum de The Pogues, que incluye un CD recopilatorio y otro grabado en directo en la Academia Brixton de Londres, los días 22 y 23 de diciembre de 2001. Está dedicado a Kirsty MacColl y Joe Strummer.

## Lista de canciones

### CD 1
1. "Rainy night in Soho" (MacGowan)
2. "Sally MacLennane" (MacGowan)
3. "The Irish Rover" (Joseph Crofts)
4. "Dirty Old Town" (Ewan MacColl)
5. "Fairytale of New York" (MacGowan/Finer)
6. "Streams of Whiskey" (MacGowan)
7. "If I should fall from grace with god" (MacGowan)
8. "Fiesta" (MacGowan/Finer/Lindt/Kotscher)
9. "Body of an American" (MacGowan)
10. "Misty morning, Albert Bridge" (Finer)
11. "Repeal of the licensing laws" (Stacy)
12. "Boys from the County Hell" (MacGowan)
13. "The sunnyside of the street" (MacGowan/Finer)
14. "A pair of brown eyes" (MacGowan)
15. "Summer in Siam" (MacGowan)
16. "The Sickbed of Cuchulainn" (MacGowan)
17. "London girl" (MacGowan)
18. "Tuesday morning" (Stacy)
19. "White city" (MacGowan)
20. "Hell's ditch" (MacGowan/Finer)
21. "Young ned of the hill" (Kavana/Woods)
22. "Thousands are sailing" (Chevron)

### CD 2
1. "Streams of whiskey" (MacGowan)
2. "If I should fall from grace with god" (MacGowan)
3. "Boys from the County Hell" (MacGowan)
4. "The broad majestic Shannon" (MacGowan)
5. "Young ned of the hill" (Kavana/Woods)
6. "Turkish song of the damned" (MacGowan/Finer)
7. "Rainy night in Soho" (MacGowan)
8. "Tuesday morning" (Stacy)
9. "Rain street" (MacGowan)
10. "A pair of brown eyes" (MacGowan)
11. "Repeal of the licensing laws" (Stacy)
12. "The old main drag" (MacGowan)
13. "Thousands are sailing" (Chevron)
14. "Body of an American" (MacGowan)
15. "Sally MacLennane" (MacGowan)
16. "Lullaby of London" (MacGowan)
17. "Dirty old town" (Ewan MacColl)
18. "Bottle of smoke" (MacGowan/Finer)
19. "The sickbed of Cuchulainn" (MacGowan)
20. "Fairytale of New York" (MacGowan/Finer)
21. "Fiesta" (MacGowan/Finer/Lindt/Kotscher)
22. "The Irish Rover" (Joseph Crofts)

## Componentes
- Shane MacGowan - voz / guitarra
- Terry Woods - cítara / voz
- Philip Chevron - guitarra / voz
- Spider Stacy - tin whistle / voz
- Andrew Ranken - batería
- Jem Finer - banjo / saxofón
- Darryl Hunt - bajo
- James Fearnley - acordeón
- Cait O'Riordan - bajo

## Otros músicos
- Tom Chant - saxofón
- Pete Fraser - saxofón
- James Knight - saxofón
- Dan Gale-Hayes - trompeta
- Ian Williamson - trombón
- Kirsty MacColl - voz en Fairytale of New York (CD 1)
- Lila MacMahon - voz en Fairytale of New York (CD 2)

- Datos: Q3989759